# Cedusa xumara
Cedusa xumara är en insektsart som beskrevs av Kramer 1986. Cedusa xumara ingår i släktet Cedusa och familjen Derbidae. Inga underarter finns listade i Catalogue of Life.